# Eusebio Calonge (dramaturgo)

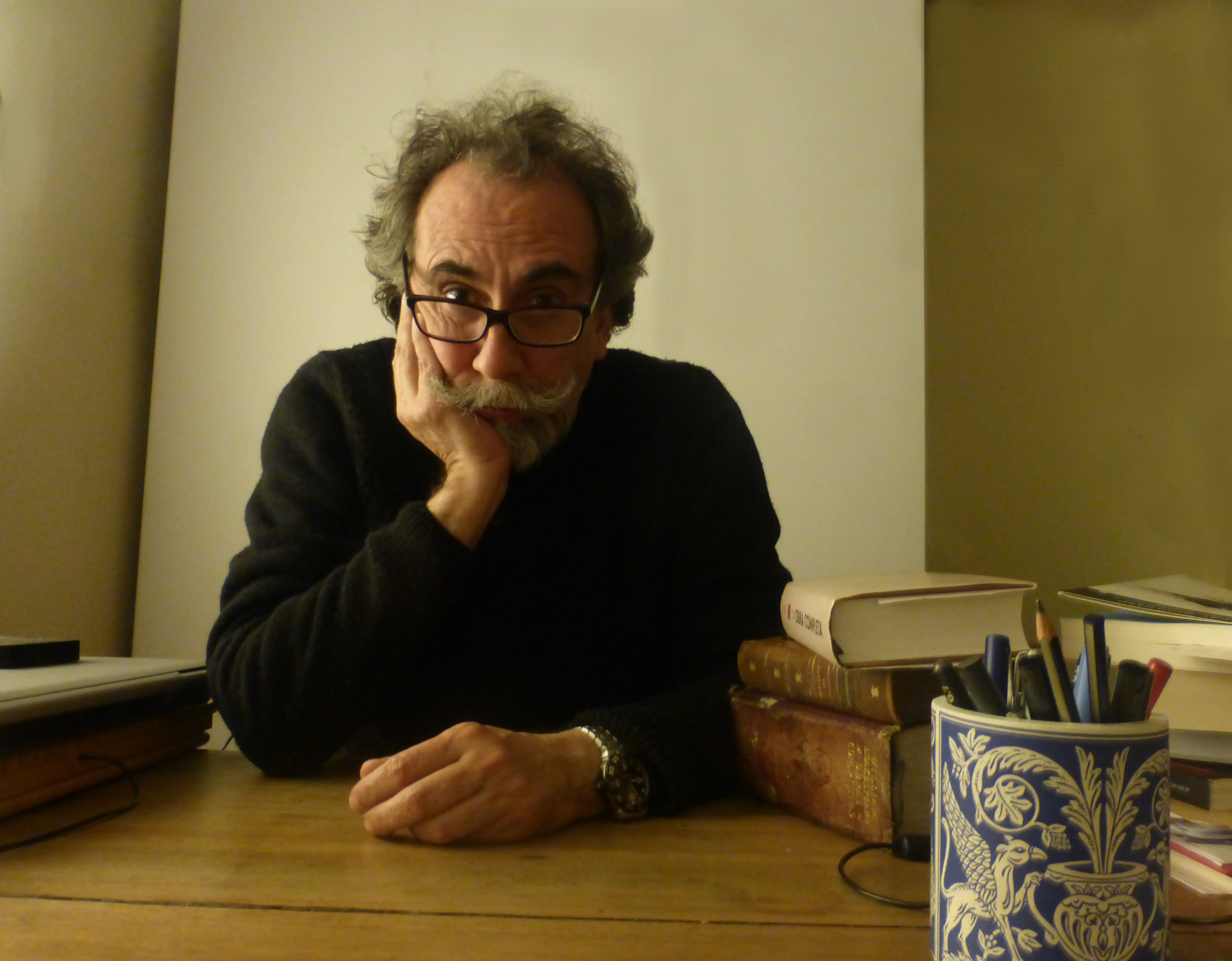
Eusebio Calonge fotografiado por Encarnación Sancho

Eusebio Calonge (Jerez de la Frontera, 1963), dramaturgo de La Zaranda (Teatro Inestable de Ninguna Parte) desde 1992 y más recientemente de la compañía teatral La Extinta Poética. Se inició en 1985 como iluminador de la citada compañía de origen andaluz, aprendiendo desde entonces de su dramaturgo Juan de La Zaranda a hacer teatro con sus textos: Aprendizaje con la inmediatez del público, escribiendo tanto en el papel como sobre el escenario. Creando en compañía, parte de sus raíces tradicionales que revelan una simbología universal. Busca un sentido poético y trascendente que confiera una fuerte expresividad visual, sin perder la vinculación con la cotidianidad que lo rodea. 

## Obras dramáticas

### Sus obras con la Zaranda
- Perdonen la tristeza (1992)
- Obra Póstuma (1995)
- Cuando la vida eterna se acabe (1997)
- La puerta estrecha (2000)
- Ni sombra de lo que fuimos (2002)
- Homenaje a los malditos (2005)
- Los que ríen los últimos (2006)[2]
- Futuros difuntos (2008)
- Nadie lo quiere creer (2010)
- El régimen del pienso (2012)[3]
- El grito en el cielo (2014)
- Ahora todo es noche (2017)[4][5]
- El desguace de las musas (2019)
- La batalla de los ausentes (2021)
- Manual para armar un sueño (2023)

### Con otras compañías
Una obra que realizó con la compañía aragonesa NuevedeNueve: La Extinta Poética (2016) dio nombre a la compañía que fundó después junto a Paco de La Zaranda y Laura Gómez-Lacueva, cuya primera obra tituló Convertiste mi luto en danza (2020). Con esta actriz creó también Escarbar en la Luz (2022), que al fallecimiento de esta transformó en espectáculo de danza junto a la bailarina Ingrid Magrinya.  Para la compañía madrileña La Pajarita de Papel escribió Este Sol de la infancia (2010) y para la de Tribueñe El corazón entre ortigas (2016). Para una coproduccíon de la compañía vasca Kabia con la catalana l’énjolit escribió, El alimento de las moscas (2021), estrenada en el Teatro Arriaga de Bilbao, girando por España e Italia [https://es.teatrebarcelona.com/espectaculo/el-alimento-de-las-moscas].  Ha trabajado como dramaturgo y director de escena para Lux in Tenebris en sus 3 ediciones realizadas en el Monasterio de Uclés 

## Trayectoria
Son incontables las giras y festivales recorridos junto con La Zaranda en más de treinta países en cuatro continentes con sus obras, a destacar:  Olimpic Theater de Toga (Japón), Cricoteka en Cracovia (Polonia), Theatrer del Welt de Berlin, Bienale de Bonn, Festival der Ruhr. Duisburg , Stage Theater Festival de New York, Theater Festival de Cleveland, International Theater en Pensilvania, Latino de Miami, Festivales de Teatro de Tolouse, Nantes o Marsella, Quijote de París, Bienal de Venecia, Festival de L’Aquila, Internacional de Polveriggi-Ancona, Almada en Portugal, Fitei de Oporto, Festival de Buenos Aires, Santiago a Mil de Chile, Cervantino de Guanajuato, Latinoamericano de Bogotá, Internacional de El Cairo etc… Con La Extinta Poética ha estado presente en festivales de Miami y Manizales, así como en Temporada en Montevideo y Buenos Aires. [cita requerida]
Siendo premiados por la crítica en Madrid, Barcelona, Montevideo, Buenos Aires, Nueva York, La Habana o El Cairo entre otras ciudades. Fue galardonado como mejor de Autor en la primera edición de los premios de Andalucía de Teatro, y por el Teatro de Rojas de Toledo, así mismo recibió el premio Salvador Távora a su trayectoria. Obtuvo con su compañía La Zaranda el Premio Nacional de Teatro en 2010. [cita requerida]
Ha tenido residencia artística en el Theatre Sorano de Toulouse, o en la Biennale di Venezia. Producido por el Teatro Español de Madrid, Teatre Romea de Barcelona, Festival Temporada Alta de Girona, o Teatro Picadero de Buenos Aires. 
Sus obras dramáticas han sido representadas por compañías de Francia, Estados Unidos, México, Argentina, República Checa etc…

## Labor docente
Han impartido cursos en la State University de California, Villanova University de Philadelphia, , CCBB internacional de Sao Paulo,  , Eòlia Escola Superior d'Art Dramàtic de Barcelona, Creador-es Valencia, Universidad de Almería,  El Atrio, espacio de creación teatral de Madrid, Teatro de La Abadía de Madrid,Escuela Navarra de Teatro, etc.
Ha dictado conferencias en la Universidad Mirail de Tolouse, Universidad Nacional de las Artes (Buenos Aires), Università Roma 3, Univerzita Karlova de Praga, Universidad Complutense y Universidad Carlos III de Madrid, CSIC. (Centro Superior investigaciones Científicas), Universidad de Cantabria, Universidad de Sevilla,  Instituto Cervantes de Nueva York, de Roma y de Praga , Escola de Pensament del Teatre Lliure de Barcelona, etc…

## Publicaciones

### Teatro
- Perdonen la tristeza. Obra póstuma. Ed. Sociedad General de Autores Españoles. 1994.
- Cuando la vida eterna se acabe. Editorial Hiru. Colección Skene. 1999.
- La Puerta Estrecha. Ni sombra de lo que fuimos. Editorial Hiru. Col. Skene.2004.
- Homenaje a los malditos. Revista Primer Acto. nº 311. 2005.
- Los que ríen los últimos. Revista Gestos. nº 45. University of Irvine. California, 2008.
- Homenaje a los malditos. Los que ríen los últimos. Futuros difuntos. Editorial Hiru. col. Skene. 2009.
- Homenaje a los malditos. Futuros difuntos. Ed. presses Universitaires du Mirail. 2009 edición bilingüe
- Este sol de la infancia. Revista primer acto. nº 337, 2011
- La patria de los espectros (nadie lo quiere creer). Revista Gestos. nº 55. University of Irvine California, 2013.
- Catálogo de cicatrices (obra dramática 2010-2017). Editorial Artezblai, 2017.
- Vanas repeticiones del olvido ( Obra dramática reunida 1992-2022).  Editorial Pepitas, 2022.[8]
- Escarbar en la luz. Proyecto Dramático para Lux in Tenebris[9] con ilustraciones de Ana Yedros. Uclés 2023.

### Ensayos
- El oficio de comunicar el misterio. Revista Gestos. nº 42. University of Irvine. California, 2006.
- Orientaciones en el desierto. Itinerarios para materializar lo invisible en el teatro. Editorial Artezblai. Colección Teoría y Práctica, 2012.
- Teoría y práctica de lo incierto. Escritos de teatro en los márgenes. Ediciones La Pajarita de Papel, 2018.
- La posibilidad de lo efímero. Ediciones La Pajarita de Papel, 2023

### Narrativa
- Aquí yacen. Exhumación y reducción a restos literarios de personajes de la Zaranda. Editorial Pepitas & Hiru, 2020.
- El censo de los proscritos. Editorial Libros de la herida. 2024

### Artículos periodísticos
Ha editado artículos periodísticos en La Voz del Sur entre 2014 y 2015, y en revistas especializadas de teatro como Primer Acto, Gestos, CDN (Centro Dramático Nacional), Espiar a los árboles del Teatro Español, y un largo etc.